# Pily Barba
Pily Barba Lara, también conocida como Pily B. (Madrid, 13 de julio del 1972), es una autora de ciencia ficción, fantasía, y terror.

## Biografía
Pily Barba empezó a interesarse por la ciencia ficción a muy temprana edad, de hecho no recuerda qué años podría tener cuando le robó un libro de entre tantos otros a su tía Veinte mil leguas de viaje submarino de Julio Verne.
En 2000 creó NGC 3660 una web de ciencia ficción, fantasía y terror, ha colaborado en páginas webs de Literatura Prospectiva y Pescando Palabras y Redes. Entre 2010 y 2012 fundó y dirigió el sello editorial independiente NGC Ficción!. Ha coordinado además la biblioteca electrónica de la Asociación  Española de Fantasía, Ciencia Ficción y Terror (AEFCFT), E-Libris.
Coeditó las antologías Últimas fronteras (Club de Star Trek de Madrid, tres volúmenes) Fabricantes de sueños (AEFCFT, 2008 y 2009).

## Premios y reconocimientos
- En 2008 y 2010 obtuvo el Premio Ignotus a la mejor web con NGC 3660.